# Onni Lappalainen
Onni Lappalainen (Mikkeli, 30 luglio 1922 – Mikkeli, 12 gennaio 1971) è stato un ginnasta finlandese.

## Palmarès

### Olimpiadi
- 2 medaglie:
  - 2 bronzi (Helsinki 1952 a squadre; Melbourne 1956 a squadre)